# Jadersdorf
Jadersdorf je naselje občine Višprijska dolina v okraju Šmohor na Koroškem v Avstriji.